# Список газет Ізраїлю

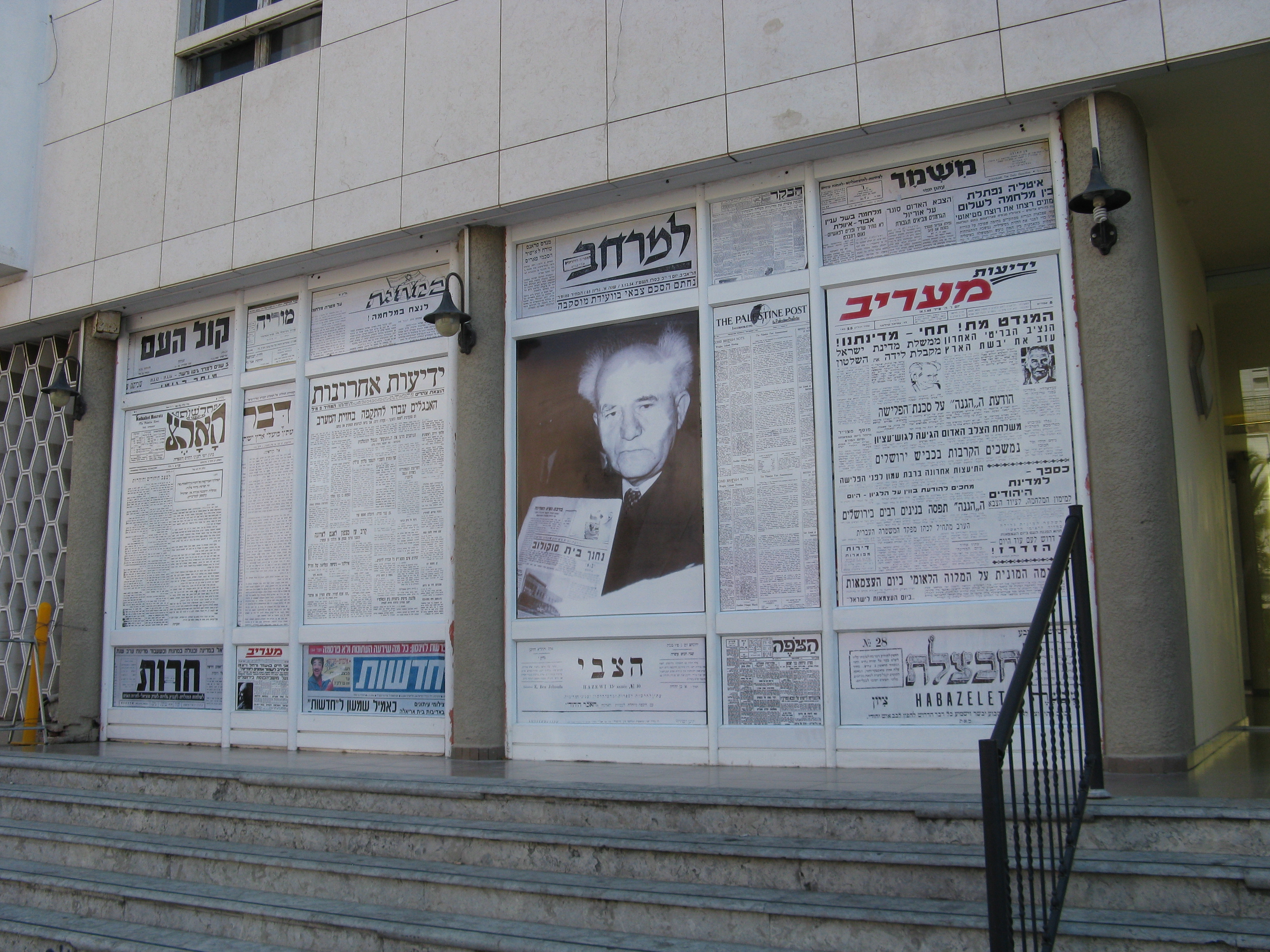
Вхід до будівлі Бейт Соколов, приміщення Асоціації журналістів Ізраїлю

Список газет Ізраїлю являє собою перелік газет, що виходять і поширюються в Державі Ізраїль. Більшість із них друкуються івритом, однак існують і видання, розраховані на аудиторію ізраїльських арабів і репатріантів та імігрантів, які розмовляють іншими мовами, зокрема російською, англійською та французькою.
Кореспондент Reuters Това Коен 2012 охарактеризував ізраїльське суспільство як "одержиме новинами." Ізраїль зберігає високий показник читання газет, що викликано високою грамотністю населення і його зацікавленістю політикою й поточними справами. У середньому 100 осіб на день читають 21 газету, хоча багато ізраїльтян читають більш ніж одну газету. 

## Загальнонаціональні газети
| Назва                            | Переклад         | Мова/мови                     | Частотність виходу | Засновано | Власник                | Примітки                           |
| -------------------------------- | ---------------- | ----------------------------- | ------------------ | --------- | ---------------------- | ---------------------------------- |
| B'Sheva                          | О сьомій         | Іврит                         | Щотижнево          | 2002      | Arutz Sheva            | Пов’язана з релігійними сіоністами |
| Calcalist                        | Економіст        | Іврит                         | Щоденно            | 2008      | Yedioth Ahronoth Group | Новини бізнесу                     |
| Курьер                           |                  | Російська                     | Щоденно            | 1991      | Israel Libo Feigin     |                                    |
| Globes                           |                  | Іврит                         | Щоденно            | 1983      | Fishman Group          | Новини бізнесу                     |
| Haaretz                          | The Land         | Іврит, англійська             | Щоденно            | 1919      | Haaretz Group          |                                    |
| Hamodia                          | Інформатор       | Іврит, англійська, французька | Щоденно            | 1950      | World Agudath Israel   | Пов’язана з харедім                |
| Israel Hayom                     | Ізраїль сьогодні | Іврит                         | Щоденно            | 2007      | Sheldon Adelson        | Незалежна газета                   |
| Israel Post                      |                  | Іврит                         | Щоденно            | 2007      | Eli Azur               | Незалежна газета                   |
| Аль-Іттіхад (ізраїльська газета) | Союз             | Арабська                      | Щоденно            | 1944      | Макі                   |                                    |
| The Jerusalem Post               |                  | Англійська, французька        | Щоденно            | 1932      | Eli Azur               | Колишня Palestine Post             |
| Kul al-Arab                      | Усі араби        | Арабська                      | Щотижнево          | 1987      | Al-Arab Group          |                                    |
| Maariv                           | Вечір            | Іврит                         | Щоденно            | 1948      | Eli Azur               |                                    |
| Аль-Мадіна (ізраїльська газета)  | Місто            | Арабська                      | Щотижнево          | 2004      | Rana Asali             |                                    |
| Makor Rishon                     | Першоджерело     | Іврит                         | Щотижнево          | 1997      | Sheldon Adelson        | Пов’язана з релігійними сіоністами |
| TheMarker                        |                  | Іврит                         | Щоденно            | 2008      | Haaretz Group          | Новини бізнесу                     |
| Вести                            | Новини           | Російська                     | Щоденно            | 1992      | Yedioth Ahronoth Group |                                    |
| Yated Ne'eman                    | Надійна основа   | Іврит                         | Щоденно            | 1985      | Degel HaTorah          | Пов’язана з Харедім                |
| Yedioth Ahronoth                 | Останні новини   | Іврит                         | Щоденно            | 1939      | Yedioth Ahronoth Group |                                    |

### Популярність
У таблиці наведено рейтинг популярності ізраїльських газет згідно з результатами опитування Target Group Index (TGI) у першій половині 2016. Independently audited circulation figures for Israeli newspapers are not available. 
| Name             | У будні % | У вихідні (Friday) % |
| ---------------- | --------- | -------------------- |
| B'Sheva          |           | 7.7                  |
| Globes           | 4.6       | 2.8                  |
| Haaretz          | 3.9       | 4.3                  |
| Israel Hayom     | 39.7      | 37.6                 |
| Israel Post      | 7.2       |                      |
| Maariv           | 3.9       | 5.5                  |
| Makor Rishon     |           | 3.5                  |
| Yedioth Ahronoth | 34.9      | 37.7                 |

## Місцеві газети
Єрусалим
- Kol Ha'ir

Тель-Авів
- Ha'ir
- Yedioth Tel Aviv
- Zman Tel Aviv

## Газети, що припинили існування
Пов’язані з політичними партіями

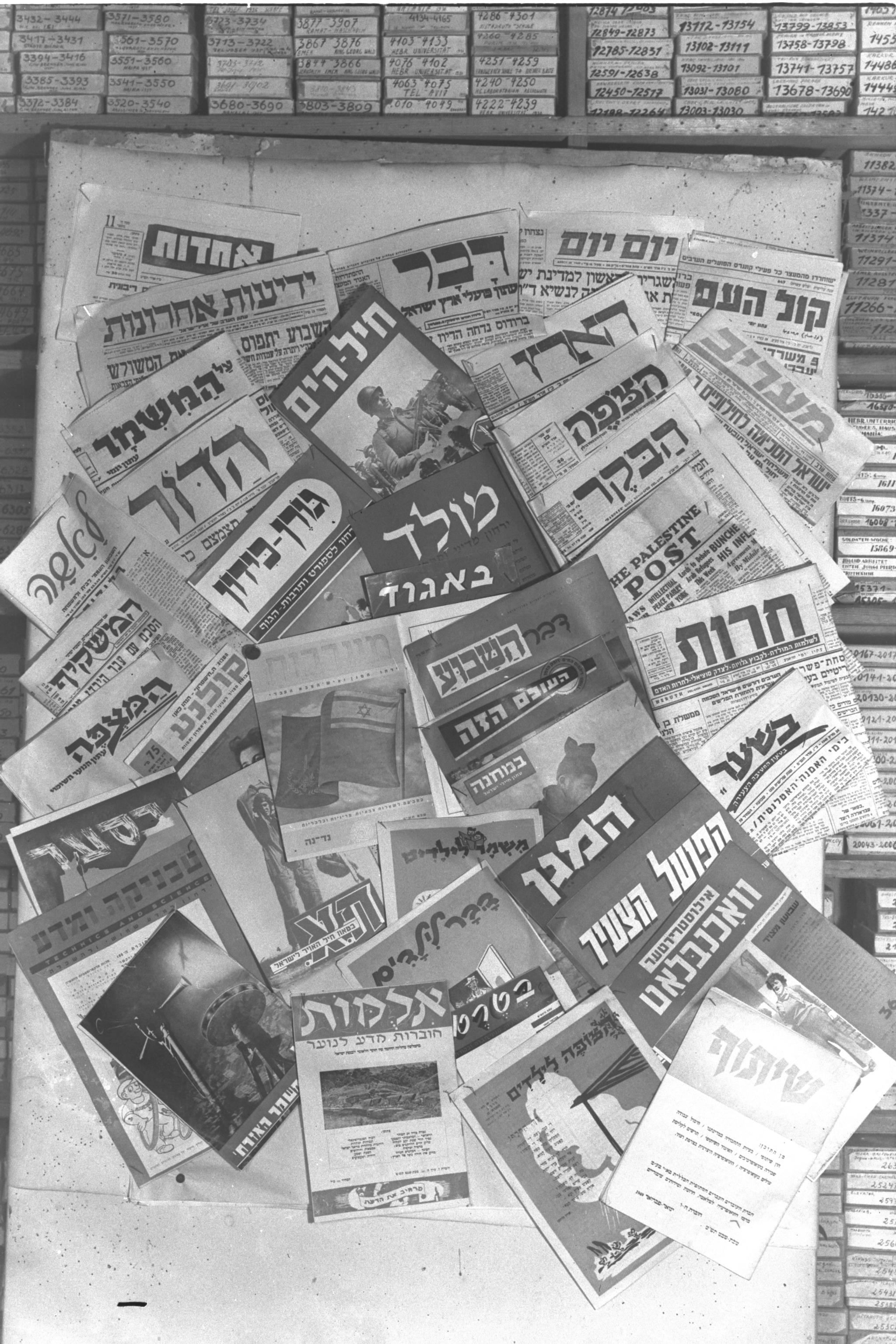
Ізраїльська преса, 1949

Упродовж періоду мандату та перших десятиліть після проголошення незалежності, у ньому діяли численні газети, пов’язані з політичними партіями. Більшість із них припинили існування у 1970-х роках.
- Al HaMishmar (1943–1995, іврит), пов’язана з Гашомер Гацаїр
- Davar (1925–1996, іврит), пов’язана з Гістадрут
- Die Woch (1959–?, їдиш), пов’язана з Мапай
- HaBoker (1934–1965, іврит), пов’язана з загальними сіоністами
- HaMashkif (1938–1948, іврит), пов’язана з Га-ЦоГар
- HaTzofe (1937–2008, іврит), пов’язана з Національною релігійною партією
- Hazit HaAm (1931–1934, іврит), пов’язана з Га-ЦоГар
- Herut (1948–1965, іврит), пов’язана з Херут
- Israel Shtime (1956–1997, їдиш), пов’язана з Мапам
- Kol HaAm (1937–1975, іврит), пов’язана з Макі
- LaMerhav (1954–1971, іврит), пов’язана з Ahdut HaAvoda
- Walka (1958–1965, польська), пов’язана з Макі

Незалежні видання
- Hadashot (1984–1993, іврит)
- Israel-Nachrichten (1935–2011, німецька)
- Israeli (2006–2008, іврит)
- Új Kelet (1948–2015, угорська)

## Зовнішні посилання
- The Printed Media на сайті МЗС Ізраїлю
- Israel: Newspapers, каталог посилань Open Directory Project